# Rauda (Lettland)
Rauda (deutsch Rautensee) ist ein Dorf in der Gemeinde Šēdere im Südosten Lettlands an der Grenze zu Litauen. Im Jahr 2022 gab es dort 18 Einwohner.

## Lage
Das ehemalige Gut liegt nur wenige Kilometer von der lettisch-litauischen Grenze entfernt etwa 25 km westlich von Daugavpils (deutsch Dünaburg) und etwa 15 km südlich von Ilukste (deutsch Illuxt). Die Siedlung liegt 3,5 km nordöstlich der bekannten Stelmužė-Eiche.

## Gewässer
Der früher etwa 500 m lange und 500 breite See bei dem Hof wurde um 1840 Rauten-See (lettisch Rauda-Muischas-Ezers) genannt.

## Geschichte
Der erste Gutsverwalter war Adam Hanover (vermutlich ein Ritter des Ordens), der Steinensee und Rautensee (lit.: Raudine) leitete. 1533 wurde das Gut zusammen mit Steinensee (lit: Stelmužė, lett: Stelmuize, heute in Litauen) an Heinrich von Bercken vergeben. Bis 1728 verblieb das Gut in der Familie. Von 1799 bis 1920 war das Anwesen im Besitz der Familie von Wittenheim. Um 1828 war Arthur von Walther-Wittenheim dafür bekannt, die Häuser in Rautensee mit Moos statt mit Stroh gedeckt zu haben. Man hatte bei diesen Moosdächern weder bei Wind noch bei Regen etwas zu befürchten. Um 1899 residierte dort Baron Heinrich von Hahn, ein Mitglied der Kurländischen Gesellschaft für Literatur und Kunst.
Um 1912 gab es in Rautensee eine wassergetriebene Getreidemühle, nebst Spinnerei, Tockerei, Walkerei und Schindelsäge sowie einen Kalkofen zum eignen Bedarf und eine Fischerei.
Im Ersten Weltkrieg lag das Dorf etwa 10 km westlich der Ostfront. Das Deutsche Heer betrieb dort einen viergleisigen Feldbahn-Bahnhof, der u. a. von der Eisenbahn-Bau-Kompanie Nr. 31 gebaut worden war.
Es gab dort bis mindestens 2017, ein Internat (Raudas Internātpamatskola).

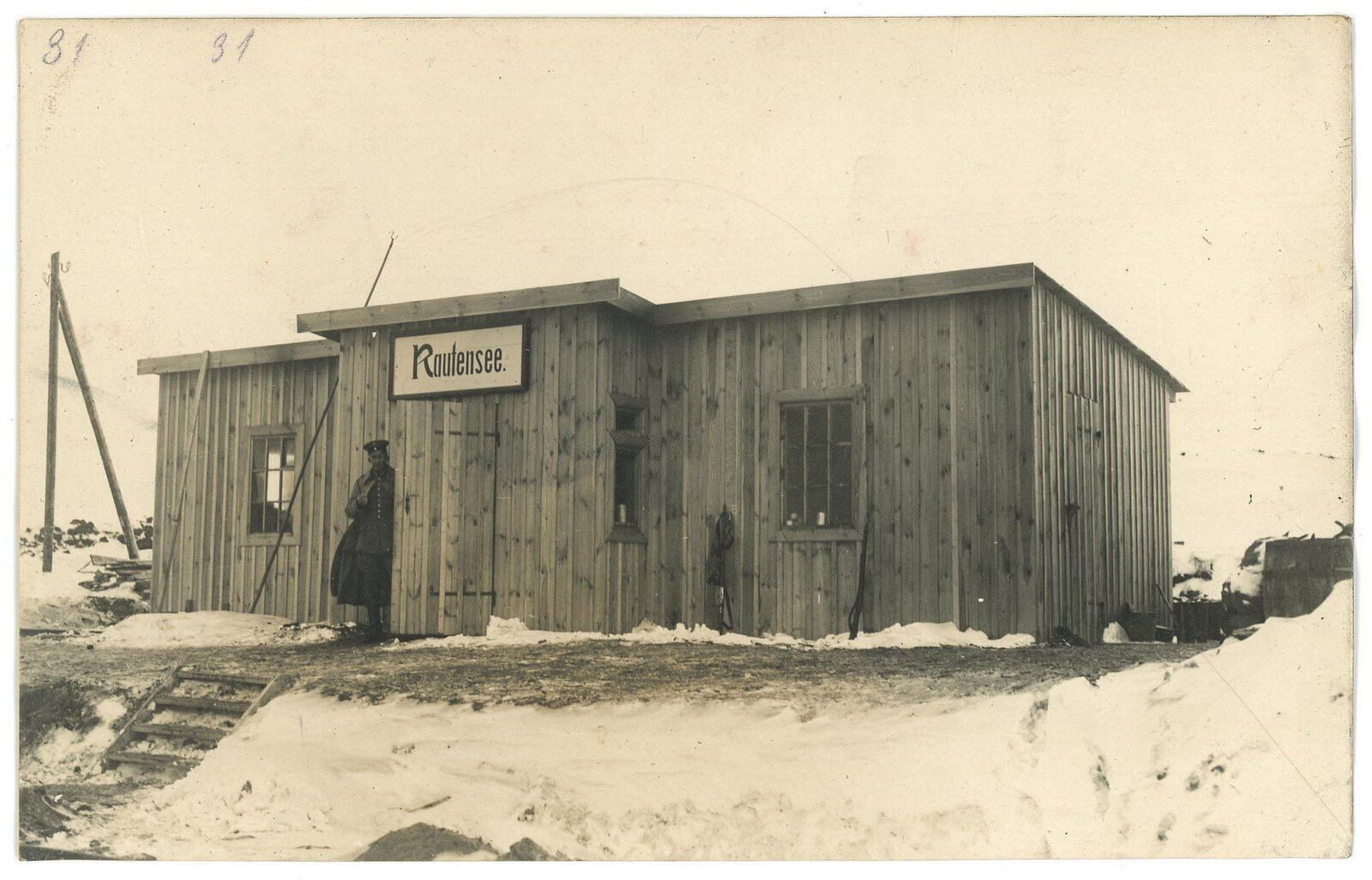
Feldbahn-Bahnhof mit Schild Rautensee
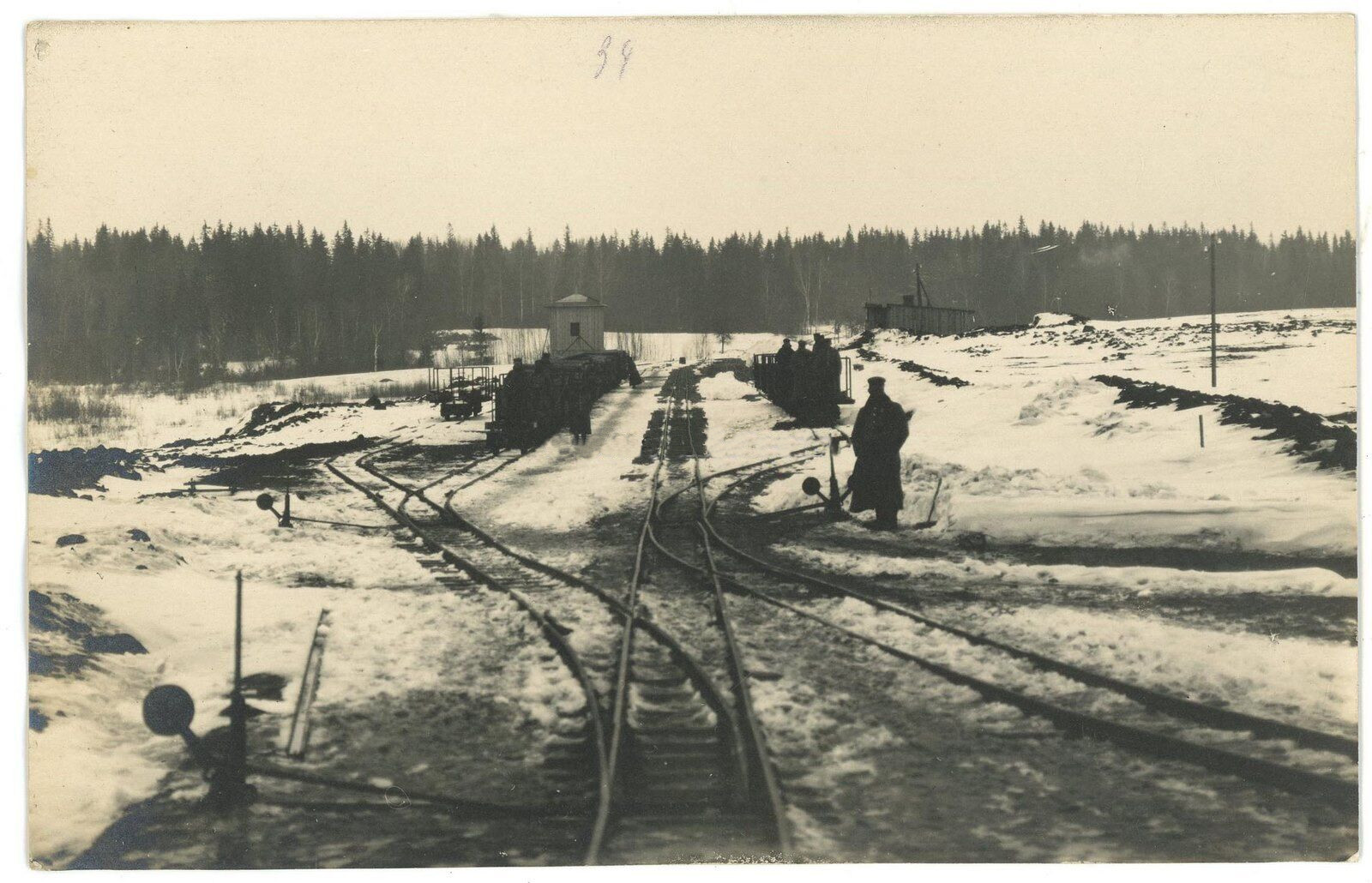
Feldbahn-Bahnhof Rautensee
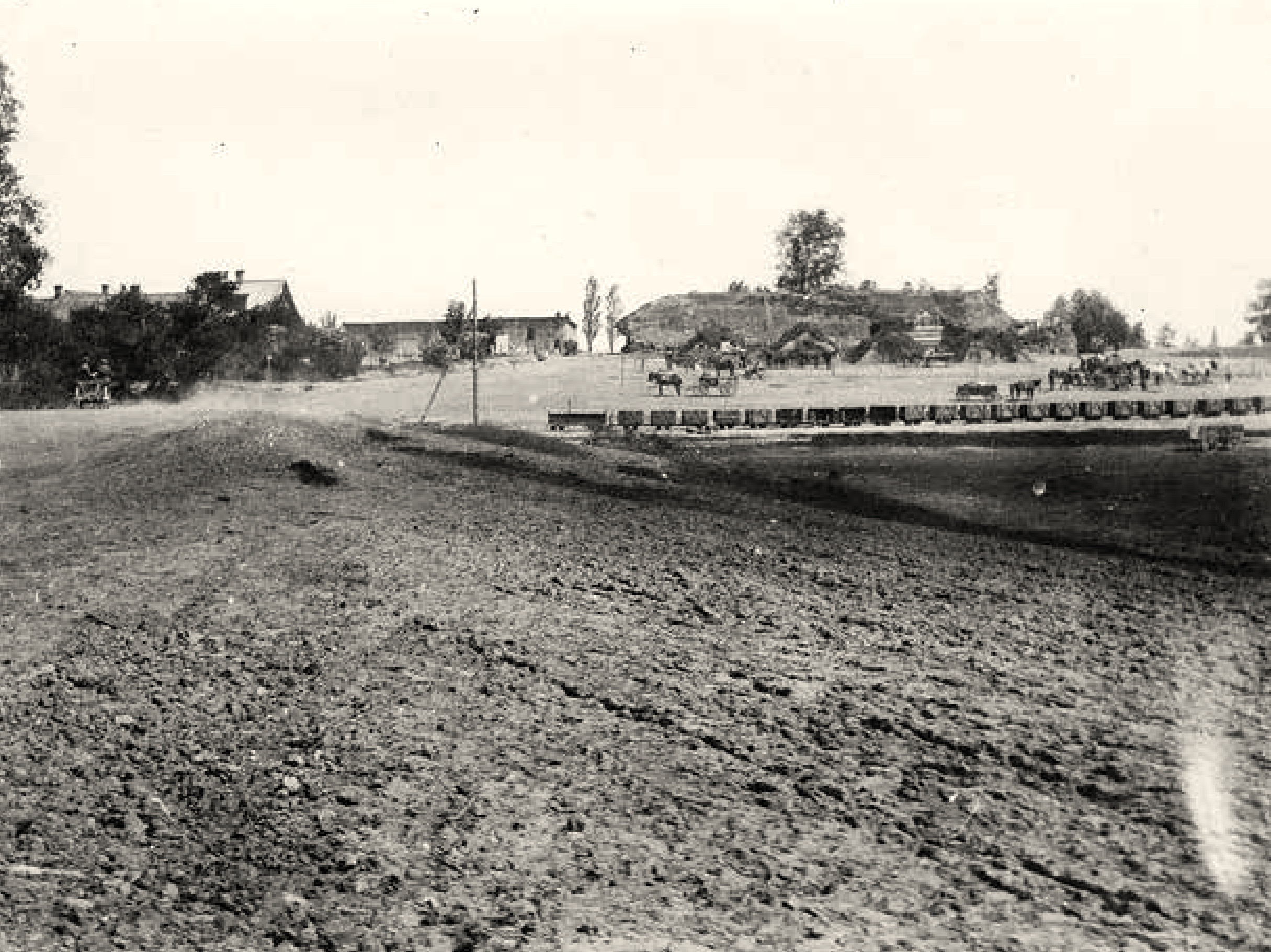
Feldbahnwagen an der Station Rautensee, 1916
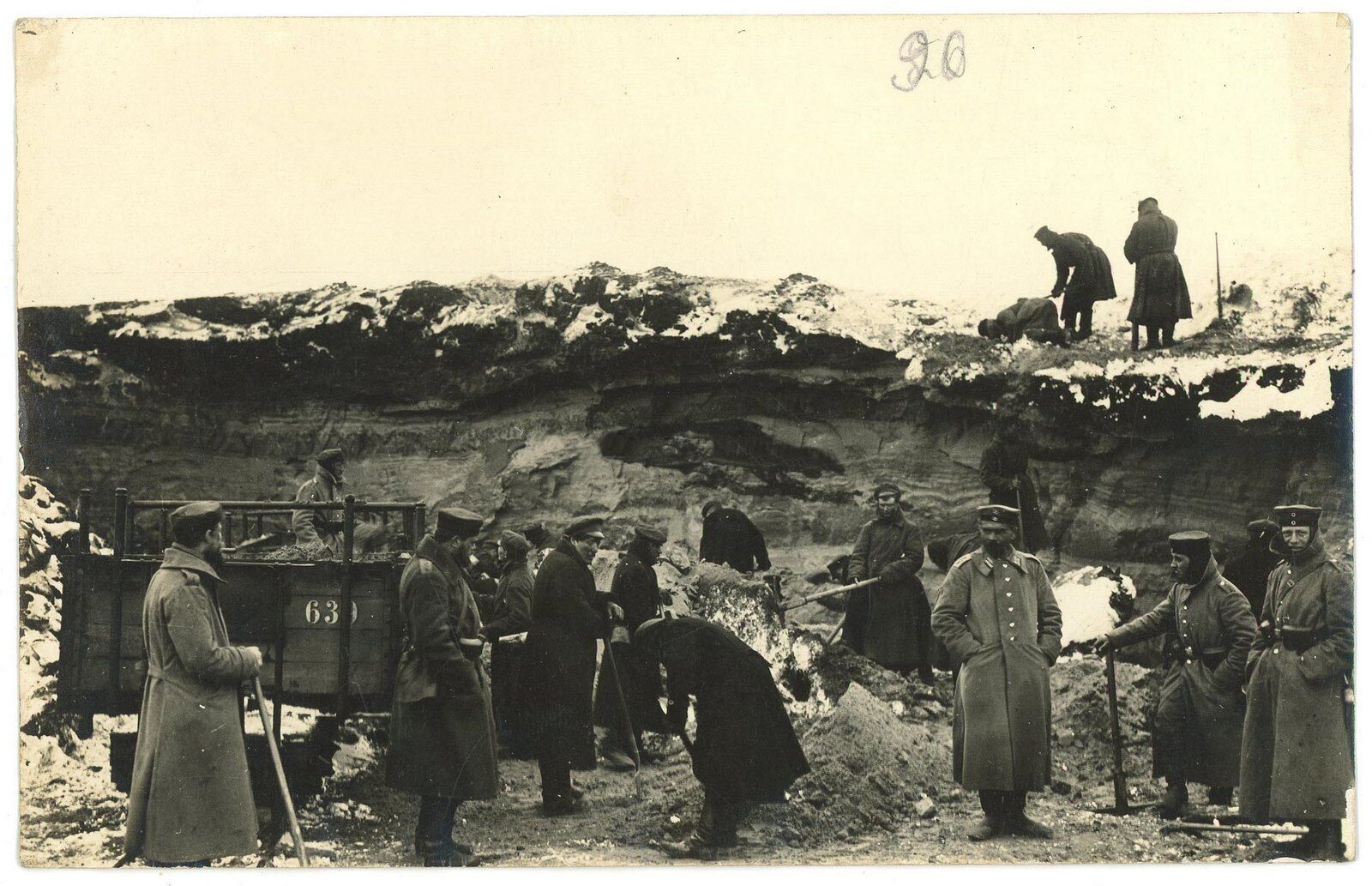
Soldaten mit Feldbahn in der Grube Rautensee
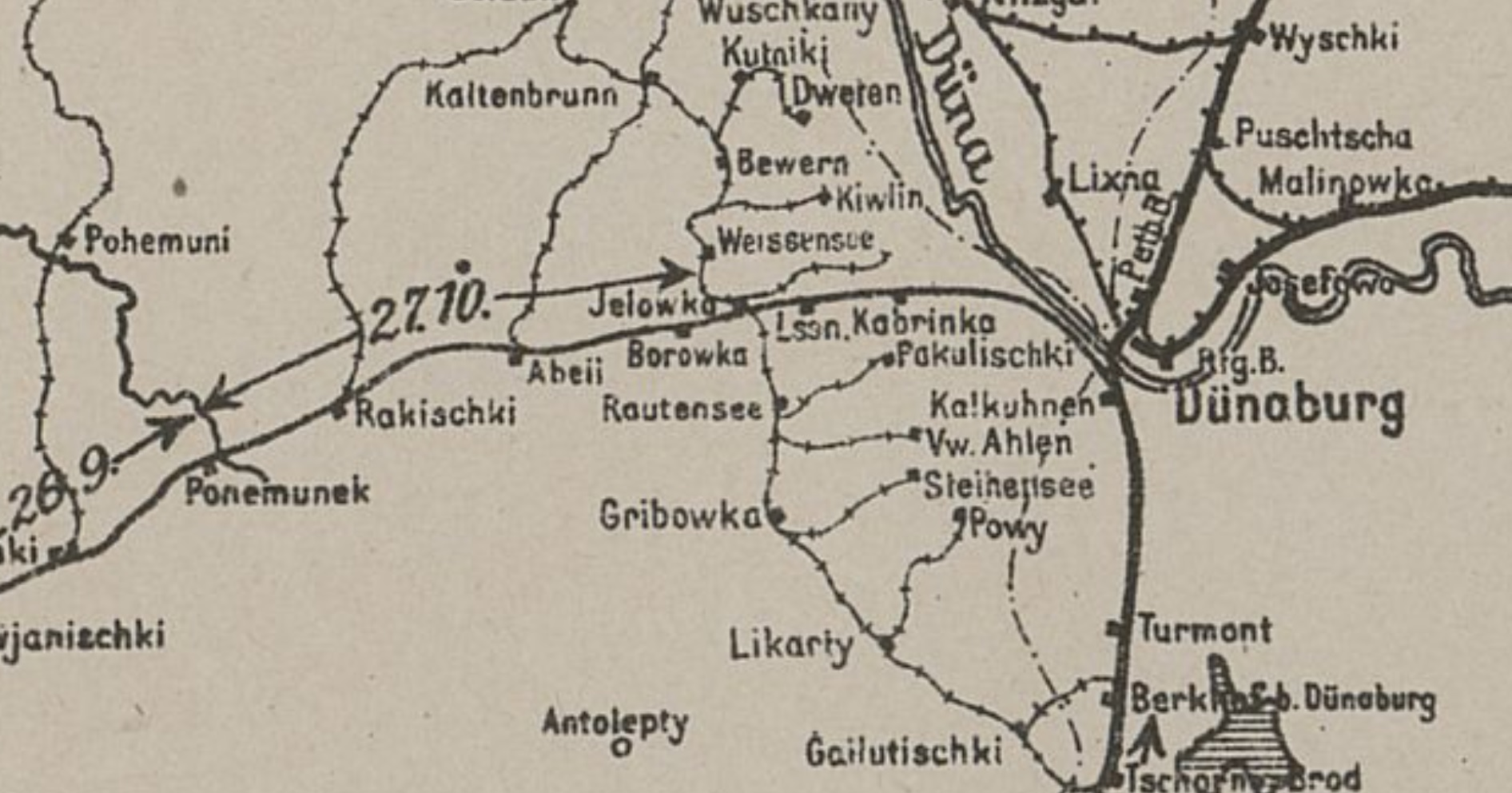
Feldbahnstrecken auf  deutscher Karte, 1918